# Herzog von Beja

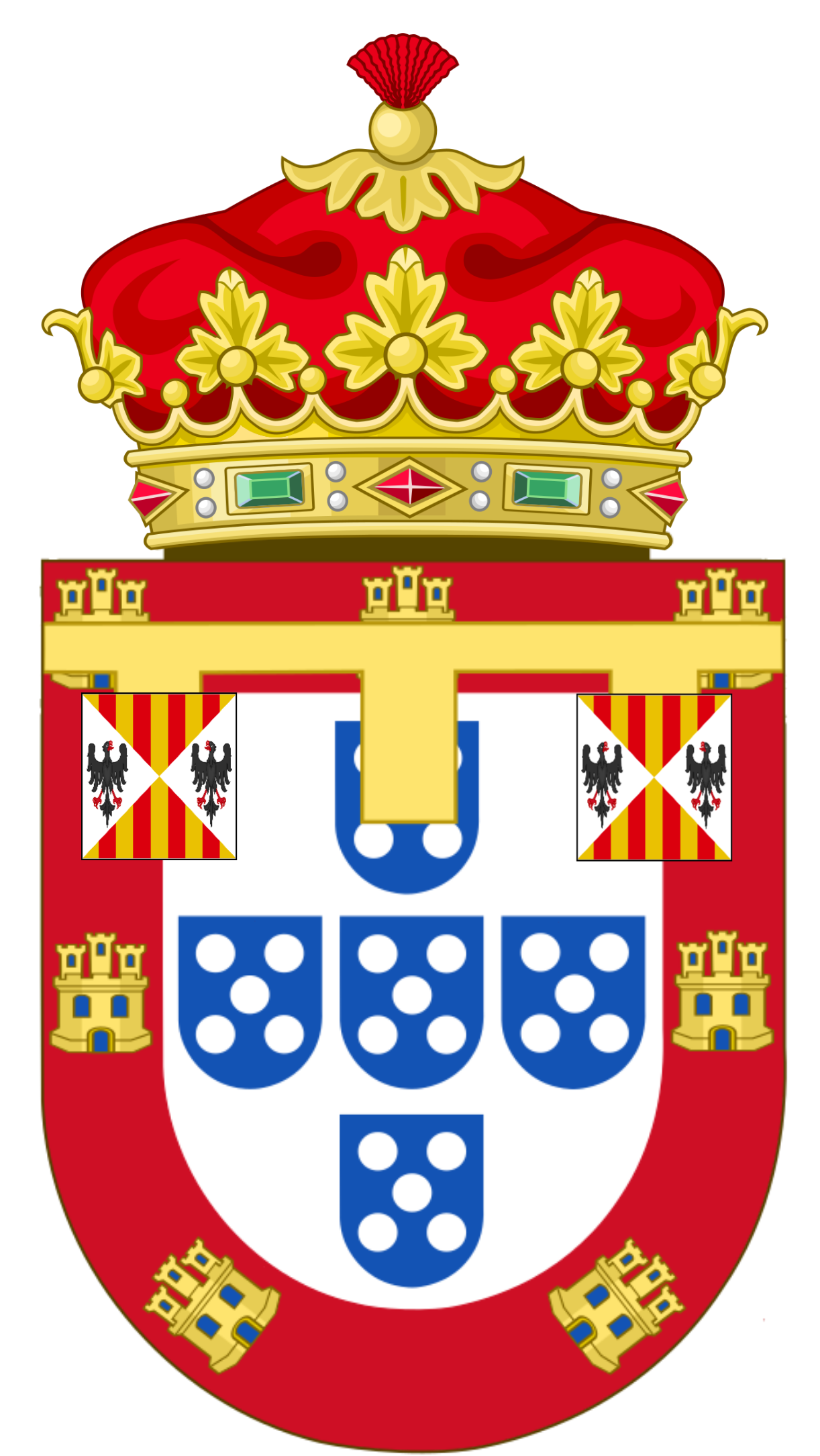
Wappen der Herzöge von Beja.

Der Titel Herzog von Beja (auf Portugiesisch Duque de Beja) war ein portugiesischer Adelstitel, der mit dem portugiesischen Königshaus verbunden war und 1453 von König Alfons V. für seinen jüngeren Bruder, den Infanten Ferdinand von Portugal, gegründet wurde. Der Titel bezieht sich auf die südportugiesische Stadt Beja.
Sein jüngster Sohn wurde unter dem Namen Manuel I. König von Portugal und bis ins 19. Jahrhundert wurde dieser Titel mit dem zweiten Sohn des Monarchen in Verbindung gebracht.
Mit Königin Maria II. von Portugal wurde der zweite  Sohn Herzog von Porto, während der Titel Herzog von Beja dem dritten Sohn vorbehalten war.

## Liste der Herzöge von Beja
1. Ferdinand von Portugal (1433 – 1470), auch 2. Herzog von Viseu;
2. Johannes von Viseu, auch 3. Herzog von Viseu (1448 – 1472), der ältere Bruder von Infant Ferdinand;
3. Diego von Viseu, auch 4. Herzog von Viseu (1450 – 1484), 2. Sohn von Infant Ferdinand;
4. Manuel I. von Beja (1469 – 1521) (port. Dom Manuel I), 3. Sohn von Infant Ferdinand, König von Portugal als Manuel I. von 1495 bis 1521;
5. Ludwig von Portugal (1506 – 1555) (port. Luís de Portugal), 2. Sohn von König Manuel I. und Vater von António von Crato;
6. Peter, Herzog von Beja (1648 – 1706) (port. Dom Pedro II), König von Portugal als Peter II. von 1683 bis 1706;
7. Franz, Herzog von Beja (1691 – 1742), 2. Sohn von König Peter II.;
8. Peter von Braganza (1717 – 1786) (port. Dom Pedro Clemente Francisco José António de Bragança), 2. Sohn von Johann V. von Portugal (1689 – 1750), Infant von Portugal, Prinz von Beira und Brasilien. Nach seiner Heirat mit seiner Nichte Maria I. von Portugal, Tochter von Joseph I. von Portugal, Bruder von Peter, König von Portugal als Peter III.
9. Johann von Braganza (1767 – 1826) (port. João VI), zweiter Sohn des Vorgängers, Infant und dann König von Portugal als Johannes VI.
10. Michael von Braganza (1802 – 1866) (port. Miguel Maria do Patrocínio João Carlos Francisco de Assis Xavier de Paula Pedro de Alcântara António Rafael Gabriel Joaquim José Gonzaga Evaristo de Bragança e Bourbon), zweiter Sohn des Vorgängers, Infant und dann König von Portugal als Michael I.
11. Johannes Herzog von Beja (1842 – 1861), 3. Sohn der Königin von Portugal Maria II.;
12. Manuel von Braganza (1889 – 1932) (port. Dom Manuel II), zweiter Sohn von Karl I., Infant und dann König von Portugal als Manuel II.

## Weblink
- Genealogy of the Dukes of Beja - Portuguese Genealogical site. (englisch).